# Hermann Schramm (Sänger)

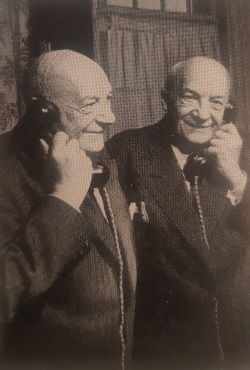
Hermann Schramm und Hermann Schramm

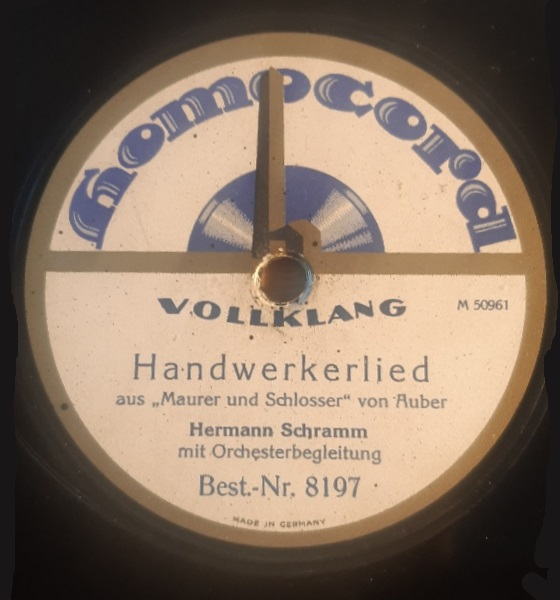
Schallplatte von Hermann Schramm (Berlin 1923)

Hermann Schramm (* 7. Februar 1871 in Berlin; † 11. Dezember 1951 in Frankfurt am Main) war ein deutscher Opernsänger (Tenor und Tenorbuffo).

## Leben
Schramm wurde in Berlin geboren und arbeitete zuerst als Kaufmann. Erst später absolvierte er eine Gesangsausbildung und debütierte 1895 in Breslau, bevor er 1896 nach Köln ging. Ab 1899 spielte er an den Städtischen Bühnen in Frankfurt am Main. Aus dieser Zeit existieren mehrere Schallplattenaufnahmen von Schramm wie z. B. Undine, Der Waffenschmied und Die Fledermaus. Obwohl er im Laufe der Jahre ein hohes Ansehen errang und von vielen namhaften Bühnen im In- und Ausland umworben wurde, blieb er bis 1933 in Frankfurt. Als Jude musste er 1934 sein Frankfurter Engagement aufgeben, überlebte jedoch die Zeit des Nationalsozialismus in Frankfurt. Zu einem ergreifenden Wiedersehen wurde ein Gastspiel 1946 an der Frankfurter Oper als Eisenstein in der Fledermaus. Schramm wurde später auch Ehrenmitglied der Städtischen Bühnen Frankfurt. Er war Mitglied der Frankfurter Freimaurerloge Zur aufgehenden Morgenröthe.
Von Hermann Schramm existieren Aufnahmen auf Berliner Records (Frankfurt a. M. 1901), G&T (Frankfurt a. M. 1903 und 1905–06), Zonophone (Berlin und Frankfurt a. M. 1909), Parlophon (Berlin 1910) und Homocord (Berlin 1923).